# Panków

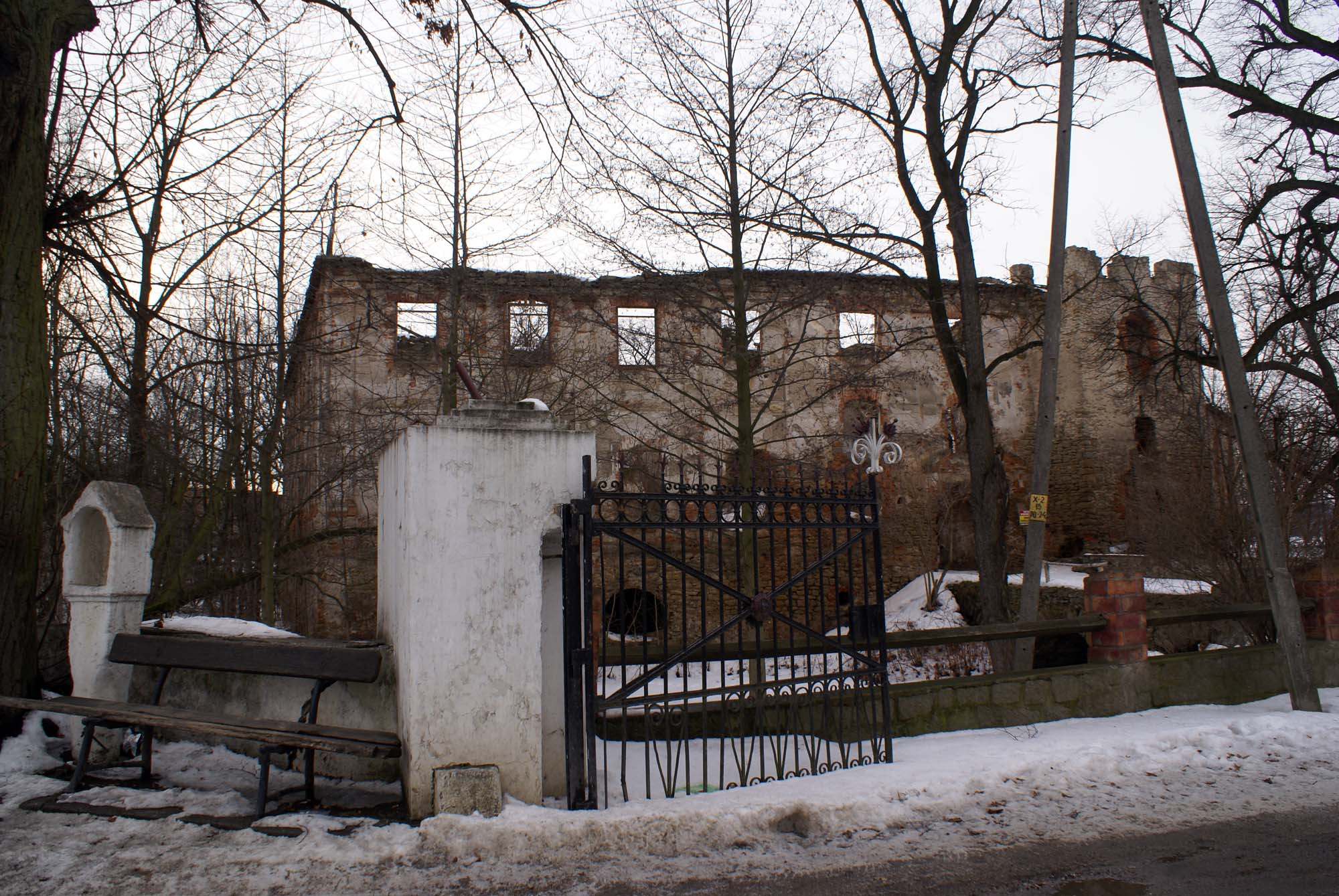
Schlossruine Panków

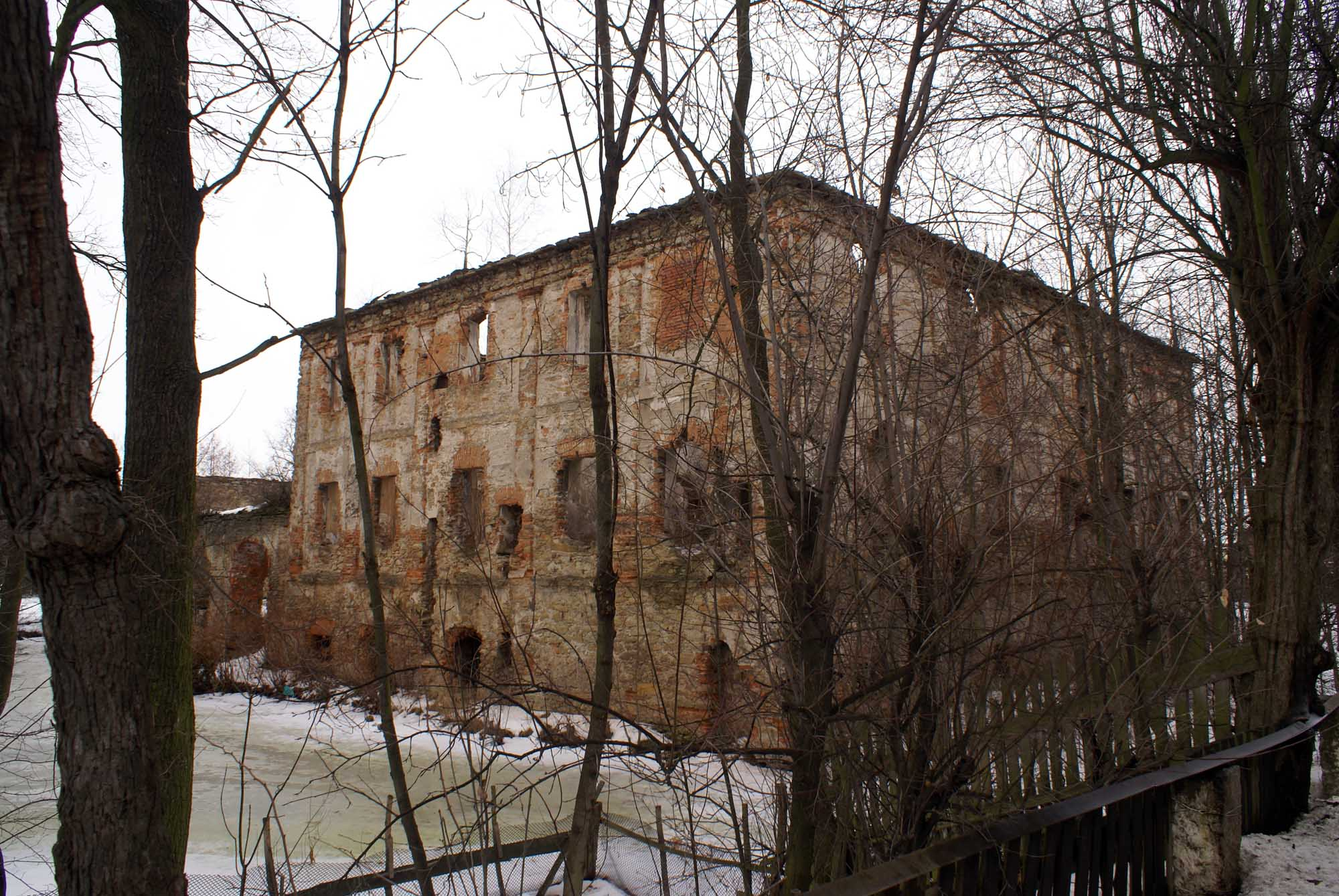
Seitenansicht

Panków (deutsch Penkendorf; älter auch Pänkendorf) ist ein Ort in der Landgemeinde Świdnica (Schweidnitz) im Powiat Świdnicki der Woiwodschaft Niederschlesien in Polen. Es liegt etwa 10 Kilometer nordöstlich von Świdnica (Schweidnitz) und 44 Kilometer südwestlich von Breslau.

## Geschichte
„Pankendorff“, das zum Herzogtum Schweidnitz-Jauer gehörte, wurde erstmals im Jahre 1369 erwähnt. Die Besitzer waren: 1371 Kunemann von Pankendorf auf Nitschendorf, 1405 Hans von Wiltberg, 1464 Christoph von Bock, 1470 Nikolaus von Schellendorf, 1517 Christoph von Bock, 1548 Hans von Bock, der das Brauurbar bestätigt bekam, auf diesen folgten 1568 die Brüdern Konrad und Christoph von Bock, ab 1587 die Herren von Schnindel, 1674 gehörte es Gottfried und 1694 Friedrich von Zedlitz, seit 1733 Erben des Hans Christoph Baron von Schweinitz auf Tscheplau, 1737 Hans Christoph Graf von Schweinitz, 1743 Friedrich Wilhelm von Posadowsky und schließlich seit 1746 David Sigmund Graf von Zedlitz und dessen Erben.
Nach dem Ersten Schlesischen Krieg fiel Penkendorf 1741/42 mit dem größten Teil Schlesiens an Preußen. Die alten Verwaltungsstrukturen wurden aufgelöst und Penkendorf in den Landkreis Schweidnitz eingegliedert. 1785 zählte das Dorf zwei Vorwerke, 16 Gärtner, 15 Häusler, eine Wassermühle und 199 Einwohner. 1845 waren es 43 Häuser, drei Vorwerke, 296 Einwohner, davon 35 katholisch und der Rest evangelisch, eine evangelische Schule, eine Wassermühle, eine Sägemühle und einen Steinbruch. Penkendorf war evangelisch zur Friedenskirche Schweidnitz gepfarrt und seit 1888 zur neu gegründeten Pfarrei Würben. Katholisch gehörte Penkendorf zur Pfarrei Schmellwitz.
Als Folge des Zweiten Weltkriegs fiel Penkendorf mit dem größten Teil Schlesiens 1945 an Polen. Nachfolgend wurde es durch die polnische Administration in Panków umbenannt. Die deutschen Einwohner wurden, soweit sie nicht schon vorher geflohen waren, vertrieben. Die neu angesiedelten Bewohner waren teilweise Zwangsumgesiedelte aus Ostpolen, das an die Sowjetunion gefallen war.

## Sehenswürdigkeiten
- Schloss Penkendorf, aus der Zeit des 17./18. Jahrhundert, 1945 durch einen Brand zerstört, Steinbrücke aus dem 15. Jahrhundert, umgeben von einem Wassergraben und ehemaligen Landschaftspark.